# Saillenard
Saillenard és un municipi francès situat al departament de Saona i Loira i a la regió de Borgonya - Franc Comtat. L'any 2009 tenia 715 habitants.

## Història
| Data d'elecció                           | Identitat   | Partit        | Qualitat |
| ---------------------------------------- | ----------- | ------------- | -------- |
| 2001-                                    | Jean Pernin | Divers droite |          |
| les dades anteriors no són pas conegudes |             |               |          |
|                                          |             |               |          |

## Demografia
| A partir de 1990: Població sense dobles comptes |